# Copa México Clausura 2016
La Copa Corona MX Clausura 2016 fue la edición 48 de la Copa México. En esta edición se dio el debut de FC Juárez en la competición. Veracruz, campeón de este torneo, se enfrentó contra Guadalajara, campeón de la Copa Corona MX Apertura 2015, en la Supercopa MX 2015-16.

## Sistema de competencia
La competencia de la Copa Corona MX es organizada por la Liga Bancomer MX y Ascenso Bancomer MX.

Participarán en la Copa Corona MX C16 un total de 24 clubes: 11 clubes de la Liga Bancomer MX y 13 clubes de Ascenso Bancomer MX.

Por lo que hace a los 11 clubes de la Liga Bancomer MX, se descontarán de la Tabla General de Acceso a los cuatro Clubes que competirán en la Concacaf Liga Campeones 2015-16 (América, Tigres, Santos Laguna y Querétaro); y los 3 clubes que participarán en la Copa Libertadores 2016 (Puebla, Pumas y Toluca).

En cuanto a los Clubes de Ascenso Bancomer MX, participan solo 13 clubes de esta División, descontando a los clubes Zacatepec, Correcaminos UAT y Cimarrones, quienes ocuparon los últimos tres lugares en la Tabla General de Clasificación de la Temporada Apertura 2015.

### Fase de calificación
Se integra por 6 jornadas en las que los Clubes jugarán solo con rivales de su grupo en series denominadas llaves. Los 24 clubes participantes se dividirán en 6 grupos de 4 clubes cada uno.

Los equipos de cada grupo jugarán 3 llaves que se calificarán de la siguiente forma:
- Por juego ganado se obtendrán tres puntos
- Por juego empatado se obtendrá un punto
- Por juego perdido cero puntos
- Por llave ganada un punto adicional

En caso de que exista empate en el número de puntos obtenidos por juego, se tomará como criterio de desempate el mayor número de goles anotados como visitante. En caso de que exista empate en el número de puntos obtenidos y en goles anotados, o no se hayan anotado goles en los partidos, no habrá punto adicional en la llave.

Si al finalizar las 6 jornadas, dos o más Clubes estuviesen empatados en puntos, su posición en la Tabla General de Clasificación será determinada atendiendo a los siguientes criterios de desempate:
1. Mejor diferencia entre los goles anotados y recibidos
2. Mayor número de goles anotados
3. Marcadores particulares entre los Clubes empatados
4. Mayor número de goles anotados como visitante
5. Mejor ubicado en la Tabla General de Cociente
6. Tabla Fair Play
7. Sorteo

Para determinar los lugares que ocuparán los clubes que participen en la Fase Final de la Copa Corona MX C16, se tomará como base la Tabla General de Clasificación al término del torneo.

### Fase final
Participarán por el título de Campeón de la Copa Corona MX C16 el primer lugar de cada uno de los 6 grupos y, para completar a los 8 finalistas, los dos mejores segundos lugares de entre todos los grupos.

En esta fase los equipos se enfrentarán a un solo partido resultando vencedor el que anote mayor número de goles en el tiempo reglamentario de juego. En caso de empate en goles o que no se haya anotado ninguno, para decidir el encuentro se procederá a tirar series de penales.

El partido se llevará a cabo en el estadio del club que tenga mejor ubicación en la Tabla General de Clasificación del Torneo de Copa.
La fase final se jugará de la siguiente forma:
- Cuartos de Final
  - 1 vs 8 → SF1
  - 2 vs 7 → SF2
  - 3 vs 6 → SF3
  - 4 vs 5 → SF4
- Semifinales
  - SF1 vs SF4 → F1
  - SF2 vs SF3 → F2
- Final
  - F1 vs F2

## Información de los equipos
| Equipo                     | Entrenador               | Estadio                      | Ciudad                           | Patrocinador               | Kit          |
| -------------------------- | ------------------------ | ---------------------------- | -------------------------------- | -------------------------- | ------------ |
| Atlante                    | Eduardo Fentanes         | Olímpico Andrés Quintana Roo | Cancún, Quintana Roo             | Cancún                     | Kappa        |
| Atlas                      | Gustavo Costas           | Jalisco                      | Guadalajara, Jalisco             | Bridgestone                | Puma         |
| Atlético San Luis          | Carlos Bustos            | Alfonso Lastras              | San Luis Potosí, San Luis Potosí | Maz Tiempo                 | Charly       |
| Celaya                     | Gustavo Díaz             | Miguel Alemán                | Celaya, Guanajuato               | Bachoco                    | Keuka        |
| Chiapas                    | Ricardo La Volpe         | Víctor Manuel Reyna          | Tuxtla Gutiérrez, Chiapas        | Chiapas                    | Pirma        |
| Cruz Azul                  | Tomás Boy                | Azul                         | Ciudad de México                 | Cemento Cruz Azul          | Under Armour |
| Dorados                    | José Guadalupe Cruz      | Banorte                      | Culiacán, Sinaloa                | Coppel / Caliente          | Charly       |
| Guadalajara                | Matías Almeyda           | Chivas                       | Guadalajara, Jalisco             | Bimbo                      | Adidas       |
| Juárez                     | Sergio Orduña Carrillo   | Olímpico Benito Juárez       | Ciudad Juárez, Chihuahua         | Del Río                    | Umbro        |
| León                       | Luis Fernando Tena       | León                         | León, Guanajuato                 | Telcel                     | Pirma        |
| Lobos BUAP                 | Ricardo Valiño           | Olímpico de la BUAP          | Puebla, Puebla                   | Coca-Cola                  | Keuka        |
| Monterrey                  | Antonio Mohamed          | BBVA Bancomer                | Monterrey, Nuevo León            | BBVA Bancomer/ Nickelodeon | Puma         |
| Morelia                    | Enrique Meza             | Morelos                      | Morelia, Michoacán               | Cambia Cada Partido        | Pirma        |
| Murciélagos                | Lorenzo López Balboa     | Centenario                   | Los Mochis, Sinaloa              | Airlite                    | Keuka        |
| Necaxa                     | Alfonso Sosa             | Victoria                     | Aguascalientes, Aguascalientes   | Búfalo                     | Umbro        |
| Oaxaca                     | Flavio Davino            | Tecnológico                  | Oaxaca, Oaxaca                   |                            | Lotto        |
| Pachuca                    | Diego Alonso             | Hidalgo                      | Pachuca, Hidalgo                 | Cementos Fortaleza         | Nike         |
| Tapachula                  | Gabriel Caballero        | Olímpico de Tapachula        | Tapachula, Chiapas               |                            | Silver Sport |
| Tepic                      | José Luis González China | Arena Cora                   | Tepic, Nayarit                   | Riviera Nayarit            | Romed        |
| Tijuana                    | Miguel Herrera           | Caliente                     | Tijuana, Baja California         | Caliente                   | Adidas       |
| Universidad de Guadalajara | Daniel Guzmán            | Jalisco                      | Guadalajara, Jalisco             | Electrolit                 | Lotto        |
| Venados                    | Marcelo Leaño            | Carlos Iturralde             | Mérida, Yucatán                  | ADO                        | Foursport    |
| Veracruz                   | Carlos Reinoso           | Luis "Pirata" Fuente         | Veracruz, Veracruz               | Winpot Casino              | Charly       |
| Zacatecas                  | Joel Sánchez             | Francisco Villa              | Zacatecas, Zacatecas             | Telcel                     | Pirma        |

## Estadios
|                                                                                        |                                                                                                  |                                                                                                   |
|                                                                                        |                                                                                                  |                                                                                                   |
| Estadio Jalisco Ciudad: Guadalajara Capacidad: 56.713 Club: Atlas y U. de G.           | Estadio BBVA Bancomer Ciudad:Monterrey Capacidad:53.500 Club:Monterrey                           | Estadio Chivas Ciudad: Guadalajara Capacidad: 49.850 Club: Guadalajara                            |
|                                                                                        |                                                                                                  |                                                                                                   |
| Estadio Morelos Ciudad: Morelia Capacidad: 34.794 Club: Monarcas Morelia               | Estadio Azul Ciudad: Ciudad de México Capacidad: 33.042 Club: Cruz Azul                          | Estadio León Ciudad: León Capacidad: 31.297 Club: León                                            |
|                                                                                        |                                                                                                  |                                                                                                   |
| Estadio Luis "Pirata" Fuente Ciudad: Veracruz Capacidad:28.703 Club: Veracruz          | Estadio Hidalgo Ciudad: Pachuca Capacidad: 25.922 Club: Pachuca                                  | Estadio Alfonso Lastras Ramírez Ciudad: San Luis Potosí Capacidad: 25.111 Club: Atlético San Luis |
|                                                                                        |                                                                                                  |                                                                                                   |
| Estadio Víctor Manuel Reyna Ciudad: Tuxtla Gutiérrez Capacidad: 24.290 Club: Jaguares  | Estadio Caliente Ciudad: Tijuana Capacidad: 23.986 Club: Tijuana                                 | Estadio Victoria Ciudad:Aguascalientes Capacidad:23.933 Club:Necaxa                               |
|                                                                                        |                                                                                                  |                                                                                                   |
| Estadio Miguel Alemán Valdés Ciudad: Celaya Capacidad: 23.369 Club: Celaya             | Estadio Olímpico de la BUAP Ciudad: Puebla Capacidad: 20.167 Club: Lobos BUAP                    | Estadio Olímpico Benito Juárez Ciudad: Ciudad Juárez Capacidad: 19.765 Club: Juárez               |
|                                                                                        |                                                                                                  |                                                                                                   |
| Estadio Banorte Ciudad: Culiacán Capacidad:17.898 Club:Dorados                         | Estadio Olímpico Andrés Quintana Roo Ciudad: Cancún Capacidad: 17.289 Club: Atlante              | Estadio Carlos Iturralde Rivero Ciudad: Mérida Capacidad: 15.087 Club: Venados                    |
|                                                                                        |                                                                                                  |                                                                                                   |
| Estadio Francisco Villa Ciudad: Zacatecas Capacidad: 13.820 Club: Mineros de Zacatecas | Estadio Olímpico de Tapachula Ciudad: Tapachula Capacidad: 13.300 Club: Cafetaleros de Tapachula | Arena Cora Ciudad: Tepic Capacidad: 12.271 Club: Coras de Tepic                                   |
|                                                                                        |                                                                                                  |                                                                                                   |
| Estadio Benito Juárez Ciudad: Oaxaca Capacidad: 10.250 Club: Alebrijes de Oaxaca       | Estadio Centenario LM Ciudad: Los Mochis Capacidad: 9.725 Club: Murciélagos FC                   |                                                                                                   |

## Calendario
El Calendario de la competición es el siguiente:
| Fase                   | Ronda            | Partido de ida       | Partido de vuelta     |
| ---------------------- | ---------------- | -------------------- | --------------------- |
| Fase de grupos         | Llave 1          | 19 y 20 de enero     | 26 y 27 de enero      |
| Fase de grupos         | Llave 2          | 2 y 3 de febrero     | 9/ 16 y 17 de febrero |
| Fase de grupos         | Llave 3          | 23 y 24 de febrero   | 8 y 9 de marzo        |
| Eliminatorias directas | Cuartos de final | 15, 16 y 17 de marzo | 15, 16 y 17 de marzo  |
| Eliminatorias directas | Semifinales      | 5, 6 y 7 de abril    | 5, 6 y 7 de abril     |
| Eliminatorias directas | Final            | 12, 13 y 14 de abril | 12, 13 y 14 de abril  |

## Fase de grupos
Jugarán en seis grupos de cuatro equipos, en cada grupo habrá dos equipos de la Liga Bancomer MX y dos de la liga de Ascenso Bancomer MX, excepto en el Grupo 6, en el cual habrá un equipo de la Liga Bancomer MX y tres de la liga Ascenso Bancomer MX. Clasificarán a cuartos de final el primer lugar de cada grupo y los dos mejores segundos lugares.
- Los horarios son correspondientes al Tiempo del Centro de México (UTC-6 y UTC-5 en horario de verano).

|  | Equipo clasificado para la Fase final (Primer lugar de grupo).        |
|  | Equipo clasificado para la Fase final (Mejor segundo lugar de grupo). |
|  | Equipo eliminado de la competición.                                   |

### Grupo 1
Equipos de la Liga Bancomer MX: Chivas, Dorados
Equipos del Ascenso Bancomer MX: FC Juárez, UDG
Transmisión:Gala TV,  Univision TDN,
| Pos. | Equipo      | Pts. | PJ | G | E | P | LG | GF | GC | Dif. | Clasificación             |
| ---- | ----------- | ---- | -- | - | - | - | -- | -- | -- | ---- | ------------------------- |
| 1    | Juárez      | 12   | 6  | 3 | 1 | 2 | 2  | 6  | 4  | +2   | Acceso a cuartos de final |
| 2    | Guadalajara | 10   | 6  | 3 | 0 | 3 | 1  | 3  | 3  | 0    |                           |
| 3    | Dorados     | 10   | 6  | 3 | 0 | 3 | 1  | 6  | 7  | −1   |                           |
| 4    | U de G      | 8    | 6  | 2 | 1 | 3 | 1  | 5  | 6  | −1   |                           |

 Fuente: [cita requerida]
| Dorados     | 1 - 2 | UDG         | Estadio Banorte                | 19 de Enero   | 19:00 |   | 1 (Ida)    |
| FC Juárez   | 1 - 0 | Guadalajara | Estadio Olímpico Benito Juarez | 20 de Enero   | 20:30 | / | 1 (Ida)    |
| UDG         | 2 - 1 | Dorados     | Estadio Jalisco                | 26 de Enero   | 21:00 |   | 1 (Vuelta) |
| Guadalajara | 1 - 0 | FC Juárez   | Estadio Omnilife               | 27 de Enero   | 19:00 |   | 1 (Vuelta) |
| FC Juárez   | 2 - 0 | Dorados     | Estadio Olímpico Benito Juarez | 2 de Febrero  | 19:00 |   | 2 (Ida)    |
| UDG         | 0 - 1 | Guadalajara | Estadio Jalisco                | 3 de Febrero  | 20:30 | / | 2 (Ida)    |
| Dorados     | 2 - 1 | FC Juárez   | Estadio Banorte                | 17 de Febrero | 19:00 |   | 2 (Vuelta) |
| Guadalajara | 1 - 0 | UDG         | Estadio Omnilife               | 17 de Febrero | 21:00 |   | 2 (Vuelta) |
| UDG         | 0 - 1 | FC Juárez   | Estadio Jalisco                | 23 de Febrero | 19:00 |   | 3 (Ida)    |
| Dorados     | 1 - 0 | Guadalajara | Estadio Banorte                | 24 de Febrero | 21:00 |   | 3 (Ida)    |
| FC Juárez   | 1 - 1 | UDG         | Estadio Olímpico Benito Juárez | 8 de marzo    | 21:00 |   | 3 (Vuelta) |
| Guadalajara | 0 - 1 | Dorados     | Estadio Omnilife               | 9 de Marzo    | 19:00 |   | 3 (Vuelta) |

### Grupo 2
Equipos de la Liga Bancomer MX: Atlas, Tijuana
Equipos del Ascenso Bancomer MX: Murciélagos, Tepic
Transmisión: ,   y 
| Pos. | Equipo      | Pts. | PJ | G | E | P | LG | GF | GC | Dif. | Clasificación             |
| ---- | ----------- | ---- | -- | - | - | - | -- | -- | -- | ---- | ------------------------- |
| 1    | Coras       | 16   | 6  | 4 | 1 | 1 | 3  | 11 | 6  | +5   | Acceso a cuartos de final |
| 2    | Tijuana     | 14   | 6  | 4 | 0 | 2 | 2  | 13 | 8  | +5   | Acceso a cuartos de final |
| 3    | Atlas       | 8    | 6  | 2 | 1 | 3 | 1  | 8  | 10 | −2   |                           |
| 4    | Murciélagos | 3    | 6  | 1 | 0 | 5 | 0  | 5  | 13 | −8   |                           |

 Fuente: [cita requerida]
| Murciélagos | 0 - 2 | Tijuana     | Estadio Centenario LM | 19 de Enero   | 21:00 |  | 1 (Ida)    |
| Atlas       | 1 - 2 | Tepic       | Estadio Jalisco       | 20 de enero   | 19:00 |  | 1 (Ida)    |
| Tepic       | 0 - 0 | Atlas       | Arena Cora            | 26 de enero   | 19:00 |  | 1 (Vuelta) |
| Tijuana     | 2 - 1 | Murciélagos | Estadio Caliente      | 27 de Enero   | 21:00 |  | 1 (Vuelta) |
| Tijuana     | 3 - 2 | Tepic       | Estadio Caliente      | 2 de Febrero  | 21:00 |  | 2 (Ida)    |
| Murciélagos | 1 - 0 | Atlas       | Estadio Centenario LM | 3 de Febrero  | 21:00 |  | 2 (Ida)    |
| Tepic       | 2 - 0 | Tijuana     | Arena Cora            | 16 de febrero | 19:00 |  | 2 (Vuelta) |
| Atlas       | 4 - 1 | Murciélagos | Estadio Jalisco       | 16 de febrero | 21:00 |  | 2 (Vuelta) |
| Murciélagos | 0 - 2 | Tepic       | Estadio Centenario LM | 23 de Febrero | 21:00 |  | 3 (Ida)    |
| Tijuana     | 4 - 0 | Atlas       | Estadio Caliente      | 24 de Febrero | 21:00 |  | 3 (Ida)    |
| Tepic       | 3 - 2 | Murciélagos | Arena Cora            | 8 de Marzo    | 19:00 |  | 3 (Vuelta) |
| Atlas       | 3 - 2 | Tijuana     | Estadio Jalisco       | 8 de marzo    | 21:00 |  | 3 (Vuelta) |

### Grupo 3
Equipos de la Liga Bancomer MX: Monterrey, Pachuca
Equipos del Ascenso Bancomer MX: Atlético San Luis, Celaya
Transmisión:  ,,  y 
| Pos. | Equipo               | Pts. | PJ | G | E | P | LG | GF | GC | Dif. | Clasificación             |
| ---- | -------------------- | ---- | -- | - | - | - | -- | -- | -- | ---- | ------------------------- |
| 1    | Pachuca              | 14   | 6  | 3 | 2 | 1 | 3  | 11 | 8  | +3   | Acceso a cuartos de final |
| 2    | Atlético de San Luis | 13   | 6  | 4 | 0 | 2 | 1  | 9  | 6  | +3   | Acceso a cuartos de final |
| 3    | Monterrey            | 9    | 6  | 2 | 2 | 2 | 1  | 9  | 8  | +1   |                           |
| 4    | Celaya               | 2    | 6  | 0 | 2 | 4 | 0  | 6  | 13 | −7   |                           |

 Fuente: [cita requerida]
| Monterrey         | 0 - 1 | Atlético San Luis | Estadio BBVA Bancomer   | 19 de Enero   | 21:00 |   | 1 (Ida)    |
| Celaya            | 1 - 1 | Pachuca           | Miguel Alemán Valdés    | 20 de enero   | 21:00 |   | 1 (Ida)    |
| Pachuca           | 2 - 1 | Celaya            | Estadio Hidalgo         | 26 de Enero   | 19:00 | / | 1 (Vuelta) |
| Atlético San Luis | 0 - 1 | Monterrey         | Estadio Alfonso Lastras | 27 de Enero   | 20:30 | / | 1 (Vuelta) |
| Pachuca           | 1 - 2 | Atlético San Luis | Estadio Hidalgo         | 2 de Febrero  | 19:00 | / | 2 (Ida)    |
| Celaya            | 0 - 2 | Monterrey         | Miguel Alemán Valdés    | 3 de Febrero  | 21:00 |   | 2 (Ida)    |
| Monterrey         | 2 - 2 | Celaya            | Estadio BBVA Bancomer   | 16 de febrero | 21:00 |   | 2 (Vuelta) |
| Atlético San Luis | 0 - 2 | Pachuca           | Estadio Alfonso Lastras | 17 de Febrero | 21:00 |   | 2 (Vuelta) |
| Atlético San Luis | 2 - 0 | Celaya            | Estadio Alfonso Lastras | 23 de Febrero | 21:00 |   | 3 (Ida)    |
| Monterrey         | 1 - 2 | Pachuca           | Estadio BBVA Bancomer   | 24 de Febrero | 20:30 | / | 3 (Ida)    |
| Pachuca           | 3 - 3 | Monterrey         | Estadio Hidalgo         | 8 de marzo    | 19:00 | / | 3 (Vuelta) |
| Celaya            | 2 - 4 | Atlético San Luis | Miguel Alemán Valdés    | 9 de Marzo    | 21:00 |   | 3 (Vuelta) |

### Grupo 4
Equipos de la Liga Bancomer MX: Club León, Monarcas Morelia
Equipos del Ascenso Bancomer MX: Necaxa, Mineros de Zacatecas
Transmisión:, ,  y 
| Pos. | Equipo               | Pts. | PJ | G | E | P | LG | GF | GC | Dif. | Clasificación             |
| ---- | -------------------- | ---- | -- | - | - | - | -- | -- | -- | ---- | ------------------------- |
| 1    | Necaxa               | 15   | 6  | 4 | 1 | 1 | 2  | 13 | 9  | +4   | Acceso a cuartos de final |
| 2    | Mineros de Zacatecas | 11   | 6  | 2 | 3 | 1 | 2  | 13 | 11 | +2   |                           |
| 3    | León                 | 6    | 6  | 1 | 2 | 3 | 1  | 12 | 15 | −3   |                           |
| 4    | Morelia              | 5    | 6  | 1 | 2 | 3 | 0  | 12 | 15 | −3   |                           |

 Fuente: [cita requerida]
| Mineros de Zacatecas | 1 - 1 | Monarcas Morelia     | Estadio Francisco Villa | 19 de enero   | 21:00 | AYM Sports | 1 (Ida)    |
| León                 | 5 - 0 | Necaxa               | Estadio Nou Camp        | 20 de Enero   | 21:00 | /          | 1 (Ida)    |
| Monarcas Morelia     | 4 - 5 | Mineros de Zacatecas | Estadio Morelos         | 27 de Enero   | 19:00 |            | 1 (Vuelta) |
| Necaxa               | 4 - 1 | León                 | Estadio Victoria        | 27 de Enero   | 21:00 |            | 1 (Vuelta) |
| Mineros de Zacatecas | 2 - 0 | León                 | Estadio Francisco Villa | 2 de Febrero  | 21:00 | AYM Sports | 2 (Ida)    |
| Monarcas Morelia     | 0 - 4 | Necaxa               | Estadio Morelos         | 3 de Febrero  | 19:00 |            | 2 (Ida)    |
| León                 | 2 - 2 | Mineros de Zacatecas | Estadio Nou Camp        | 16 de febrero | 19:00 | /          | 2 (Vuelta) |
| Necaxa               | 1 - 0 | Monarcas Morelia     | Estadio Victoria        | 16 de Febrero | 21:00 |            | 2 (Vuelta) |
| Mineros de Zacatecas | 2 - 2 | Necaxa               | Estadio Francisco Villa | 23 de febrero | 21:00 | AYM Sports | 3 (Ida)    |
| Monarcas Morelia     | 3 - 3 | León                 | Estadio Morelos         | 24 de febrero | 19:00 |            | 3 (Ida)    |
| Necaxa               | 2 - 1 | Mineros de Zacatecas | Estadio Victoria        | 8 de Marzo    | 21:00 |            | 3 (Vuelta) |
| León                 | 1 - 4 | Monarcas Morelia     | Estadio Nou Camp        | 9 de Marzo    | 21:00 | /          | 3 (Vuelta) |

### Grupo 5
Equipos de la Liga Bancomer MX: Chiapas Fútbol Club, Tiburones Rojos de Veracruz
Equipos del Ascenso Bancomer MX: Alebrijes de Oaxaca, Lobos BUAP
Transmisión: 
| Pos. | Equipo     | Pts. | PJ | G | E | P | LG | GF | GC | Dif. | Clasificación             |
| ---- | ---------- | ---- | -- | - | - | - | -- | -- | -- | ---- | ------------------------- |
| 1    | Veracruz   | 16   | 6  | 4 | 2 | 0 | 2  | 8  | 4  | +4   | Acceso a cuartos de final |
| 2    | Alebrijes  | 10   | 6  | 2 | 2 | 2 | 2  | 8  | 7  | +1   |                           |
| 3    | Lobos BUAP | 8    | 6  | 1 | 4 | 1 | 1  | 6  | 7  | −1   |                           |
| 4    | Chiapas    | 2    | 6  | 0 | 2 | 4 | 0  | 8  | 12 | −4   |                           |

 Fuente: [cita requerida]
| Veracruz            | 1 - 0 | Alebrijes de Oaxaca | Estadio Luis Pirata Fuente  | 19 de Enero   | 19:00 |  | 1 (Ida)    |
| Lobos BUAP          | 2 - 1 | Chiapas             | Estadio Olímpico de la BUAP | 19 de Enero   | 21:00 |  | 1 (Ida)    |
| Alebrijes de Oaxaca | 2 - 3 | Veracruz            | Estadio Benito Juárez       | 26 de Enero   | 19:00 |  | 1 (Vuelta) |
| Chiapas             | 3 - 3 | Lobos BUAP          | Estadio Víctor Manuel Reyna | 27 de enero   | 21:00 |  | 1 (Vuelta) |
| Veracruz            | 0 - 0 | Lobos BUAP          | Estadio Luis Pirata Fuente  | 2 de febrero  | 19:00 |  | 2 (Ida)    |
| Alebrijes de Oaxaca | 0 - 0 | Chiapas             | Estadio Benito Juárez       | 2 de febrero  | 21:00 |  | 2 (Ida)    |
| Chiapas             | 2 - 3 | Alebrijes de Oaxaca | Estadio Cuauhtémoc          | 9 de febrero  | 19:00 |  | 2 (Vuelta) |
| Lobos BUAP          | 0 - 0 | Veracruz            | Estadio Olímpico de la BUAP | 16 de febrero | 21:00 |  | 2 (Vuelta) |
| Veracruz            | 1 - 0 | Chiapas             | Estadio Luis Pirata Fuente  | 23 de febrero | 19:00 |  | 3 (Ida)    |
| Lobos BUAP          | 1 - 1 | Alebrijes de Oaxaca | Estadio Olímpico de la BUAP | 24 de febrero | 19:00 |  | 3 (Ida)    |
| Alebrijes de Oaxaca | 2 - 0 | Lobos BUAP          | Estadio Agustín Coruco Díaz | 8 de marzo    | 19:00 |  | 3 (Vuelta) |
| Chiapas             | 2 - 3 | Veracruz            | Estadio Víctor Manuel Reyna | 8 de marzo    | 21:00 |  | 3 (Vuelta) |

### Grupo 6
Equipos de la Liga Bancomer MX: Cruz Azul
Equipos del Ascenso Bancomer MX: Venados Fútbol Club, Cafetaleros de Tapachula y Atlante
Transmisión:Gala TV,  Univision TDN
| Pos. | Equipo      | Pts. | PJ | G | E | P | LG | GF | GC | Dif. | Clasificación             |
| ---- | ----------- | ---- | -- | - | - | - | -- | -- | -- | ---- | ------------------------- |
| 1    | Cruz Azul   | 16   | 6  | 4 | 1 | 1 | 3  | 13 | 8  | +5   | Acceso a cuartos de final |
| 2    | Venados     | 13   | 6  | 4 | 0 | 2 | 1  | 7  | 6  | +1   |                           |
| 3    | Atlante     | 7    | 6  | 1 | 3 | 2 | 1  | 8  | 8  | 0    |                           |
| 4    | Cafetaleros | 2    | 6  | 0 | 2 | 4 | 0  | 6  | 12 | −6   |                           |

 Fuente: [cita requerida]
| Tapachula  | 1 - 1 | Atlante    | Estadio Olímpico de Tapachula   | 19 de enero   | 19:00 |   | 1 (Ida)    |
| Venados FC | 2 - 1 | Cruz Azul  | Estadio Carlos Iturralde Rivero | 19 de enero   | 21:00 |   | 1 (Ida)    |
| Atlante    | 0 - 0 | Tapachula  | Estadio Andrés Quintana Roo     | 26 de enero   | 19:00 |   | 1 (Vuelta) |
| Cruz Azul  | 1 - 0 | Venados FC | Estadio Azul                    | 26 de enero   | 21:00 |   | 1 (Vuelta) |
| Venados FC | 1 - 0 | Tapachula  | Estadio Carlos Iturralde Rivero | 2 de Febrero  | 19:00 |   | 2 (Ida)    |
| Cruz Azul  | 1 - 1 | Atlante    | Estadio Azul                    | 2 de febrero  | 21:00 |   | 2 (Ida)    |
| Tapachula  | 1 - 2 | Venados FC | Estadio Olímpico de Tapachula   | 16 de Febrero | 21:00 |   | 2 (Vuelta) |
| Atlante    | 2 - 3 | Cruz Azul  | Estadio Andrés Quintana Roo     | 17 de febrero | 20:30 | / | 2 (Vuelta) |
| Atlante    | 1 - 0 | Venados FC | Estadio Andrés Quintana Roo     | 23 de febrero | 19:00 |   | 3 (Ida)    |
| Cruz Azul  | 5 - 2 | Tapachula  | Estadio Azul                    | 23 de febrero | 21:00 |   | 3 (Ida)    |
| Venados FC | 2 - 1 | Atlante    | Estadio Carlos Iturralde Rivero | 8 de Marzo    | 19:00 |   | 3 (Vuelta) |
| Tapachula  | 1 - 2 | Cruz Azul  | Estadio Olímpico de Tapachula   | 9 de Marzo    | 20:30 | / | 3 (Vuelta) |

### Mejores segundos
| Pos. | Equipo               | Pts. | PJ | G | E | P | LG | GF | GC | Dif. | Clasificación             |
| ---- | -------------------- | ---- | -- | - | - | - | -- | -- | -- | ---- | ------------------------- |
| 1    | Tijuana              | 14   | 6  | 4 | 0 | 2 | 2  | 13 | 8  | +5   | Acceso a cuartos de final |
| 2    | Atlético de San Luis | 13   | 6  | 4 | 0 | 2 | 1  | 9  | 6  | +3   | Acceso a cuartos de final |
| 3    | Venados              | 13   | 6  | 4 | 0 | 2 | 1  | 7  | 6  | +1   |                           |
| 4    | Mineros de Zacatecas | 11   | 6  | 2 | 3 | 1 | 2  | 13 | 11 | +2   |                           |
| 5    | Alebrijes            | 10   | 6  | 2 | 2 | 2 | 2  | 8  | 7  | +1   |                           |
| 6    | Guadalajara          | 10   | 6  | 3 | 0 | 3 | 1  | 3  | 3  | 0    |                           |

 Fuente: [cita requerida]

## Tabla de clasificados
| Pos. | Equipo               | Pts. | PJ | G | E | P | LG | GF | GC | Dif. |
| ---- | -------------------- | ---- | -- | - | - | - | -- | -- | -- | ---- |
| 1    | Cruz Azul            | 16   | 6  | 4 | 1 | 1 | 3  | 13 | 8  | +5   |
| 2    | Coras                | 16   | 6  | 4 | 1 | 1 | 3  | 11 | 6  | +5   |
| 3    | Veracruz             | 16   | 6  | 4 | 2 | 0 | 2  | 8  | 4  | +4   |
| 4    | Necaxa               | 15   | 6  | 4 | 1 | 1 | 2  | 13 | 9  | +4   |
| 5    | Tijuana              | 14   | 6  | 4 | 0 | 2 | 2  | 13 | 8  | +5   |
| 6    | Pachuca              | 14   | 6  | 3 | 2 | 1 | 3  | 11 | 8  | +3   |
| 7    | Atlético de San Luis | 13   | 6  | 4 | 0 | 2 | 1  | 9  | 6  | +3   |
| 8    | Juárez               | 12   | 6  | 3 | 1 | 2 | 2  | 6  | 4  | +2   |

 Fuente: [cita requerida]

## Fase final
|  | Cuartos de final         | Cuartos de final          | Cuartos de final         |                      |   | Semifinales            | Semifinales            | Semifinales            |  |   | Final               | Final               | Final               |  |
|  | 15 y 16 de marzo de 2016 | 15 y 16 de marzo de 2016  | 15 y 16 de marzo de 2016 |                      |   | 5 y 6 de abril de 2016 | 5 y 6 de abril de 2016 | 5 y 6 de abril de 2016 |  |   | 13 de abril de 2016 | 13 de abril de 2016 | 13 de abril de 2016 |  |
|  |                          |                           |                          |                      |   |                        |                        |                        |  |   |                     |                     |                     |  |
|  |                          |                           |                          |                      |   |                        |                        |                        |  |   |                     |                     |                     |  |
|  | 3                        | Veracruz                  | 2                        |                      |   |                        |                        |                        |  |   |                     |                     |                     |  |
|  | 3                        | Veracruz                  | 2                        |                      |   |                        |                        |                        |  |   |                     |                     |                     |  |
|  | 6                        | Pachuca                   | 1                        |                      |   |                        |                        |                        |  |   |                     |                     |                     |  |
|  | 6                        | Pachuca                   | 1                        |                      | 3 | Veracruz               | 3                      |                        |  |   |                     |                     |                     |  |
|  |                          |                           |                          |                      | 3 | Veracruz               | 3                      |                        |  |   |                     |                     |                     |  |
|  |                          |                           | 7                        | Atlético de San Luis | 1 |                        |                        |                        |  |   |                     |                     |                     |  |
|  | 2                        | Coras                     | 7                        | Atlético de San Luis | 1 | 2 (3)                  |                        |                        |  |   |                     |                     |                     |  |
|  | 2                        | Coras                     |                          |                      |   |                        |                        |                        |  |   |                     |                     |                     |  |
|  | 7                        | Atlético de San Luis (p.) | 2 (4)                    |                      |   |                        |                        |                        |  |   |                     |                     |                     |  |
|  | 7                        | Atlético de San Luis (p.) | 2 (4)                    |                      |   |                        |                        |                        |  | 3 | Veracruz            | 4                   |                     |  |
|  |                          |                           |                          |                      |   |                        |                        |                        |  | 3 | Veracruz            | 4                   |                     |  |
|  |                          |                           | 4                        | Necaxa               | 1 |                        |                        |                        |  |   |                     |                     |                     |  |
|  | 1                        | Cruz Azul                 | 4                        | Necaxa               | 1 | 3                      |                        |                        |  |   |                     |                     |                     |  |
|  | 1                        | Cruz Azul                 |                          |                      |   |                        |                        |                        |  |   |                     |                     |                     |  |
|  | 8                        | Juárez                    | 0                        |                      |   |                        |                        |                        |  |   |                     |                     |                     |  |
|  | 8                        | Juárez                    | 0                        |                      | 1 | Cruz Azul              | 2                      |                        |  |   |                     |                     |                     |  |
|  |                          |                           |                          |                      | 1 | Cruz Azul              | 2                      |                        |  |   |                     |                     |                     |  |
|  |                          |                           | 4                        | Necaxa               | 3 |                        |                        |                        |  |   |                     |                     |                     |  |
|  | 4                        | Necaxa (p.)               | 4                        | Necaxa               | 3 | 1 (6)                  |                        |                        |  |   |                     |                     |                     |  |
|  | 4                        | Necaxa (p.)               |                          |                      |   |                        |                        |                        |  |   |                     |                     |                     |  |
|  | 5                        | Tijuana                   | 1 (5)                    |                      |   |                        |                        |                        |  |   |                     |                     |                     |  |
|  | 5                        | Tijuana                   | 1 (5)                    |                      |   |                        |                        |                        |  |   |                     |                     |                     |  |
|  |                          |                           |                          |                      |   |                        |                        |                        |  |   |                     |                     |                     |  |

### Cuartos de final

#### Cruz Azul-FC Juárez
| 16 de marzo de 2016, 20:00 (UTC-6) | Cruz Azul                    | 3:0 (0:0) | Juárez | Estadio Azul, Ciudad de México                            |                                                           |
|                                    | Guerrón 66' 89' · Zúñiga 76' | Reporte   |        | Asistencia: 18,207 espectadores Árbitro(s): Diego Montaño | Asistencia: 18,207 espectadores Árbitro(s): Diego Montaño |
| Cruz Azul avanza a semifinales     |                              |           |        |                                                           |                                                           |

#### Tepic-Atlético San Luis
| 16 de marzo de 2016, 21:00 (UTC-7)                             | Tepic                                        | 2:2 (1:1) (3:4 p.)         | Atlético San Luis                          | Arena Cora, Tepic                                      |                                                        |
|                                                                | Coronado 41' · Álvarez 85' (a.g.)            | Reporte                    | Villagra 25' · Campos 62'                  | Asistencia: 4,531 espectadores Árbitro(s): Oscar Mejia | Asistencia: 4,531 espectadores Árbitro(s): Oscar Mejia |
|                                                                |                                              | Tiros desde el punto penal |                                            |                                                        |                                                        |
|                                                                | Neira · Quiróz · Ponce · Esparza · Gonçalves |                            | Angulo · Arce · Olmedo · Campos · San José |                                                        |                                                        |
| Atlético San Luis avanza a semifinales por la tanda de penales |                                              |                            |                                            |                                                        |                                                        |

#### Veracruz-Pachuca
| 15 de marzo de 2016, 21:15 (UTC-6) | Veracruz      | 2:1 (1:0) | Pachuca     | Estadio Luis "Pirata" Fuente, Veracruz                   |                                                          |
|                                    | Albin 35' 66' | Reporte   | Pizarro 63' | Asistencia: 25,451 espectadores Árbitro(s): Oscar Macías | Asistencia: 25,451 espectadores Árbitro(s): Oscar Macías |
| Veracruz avanza a semifinales      |               |           |             |                                                          |                                                          |

#### Necaxa-Tijuana
| 15 de marzo de 2016, 19:00 (UTC-6)                  | Necaxa                                                        | 1:1 (0:1) (6:5 p.)         | Tijuana                                                               | Estadio Victoria, Aguascalientes                           |                                                            |
|                                                     | Isijara 90+1'                                                 | Reporte                    | Isijara 30' (a.g.)                                                    | Asistencia: 10,176 espectadores Árbitro(s): Adalid Maganda | Asistencia: 10,176 espectadores Árbitro(s): Adalid Maganda |
|                                                     |                                                               | Tiros desde el punto penal |                                                                       |                                                            |                                                            |
|                                                     | Gómez · Gallegos · De Luna · Sánchez · Vera · Isijara · Ramos |                            | Juninho · Escoboza · Hauche · Gutiérrez · Gandolfi · Guzmán · Jiménez |                                                            |                                                            |
| Necaxa avanza a semifinales por la tanda de penales |                                                               |                            |                                                                       |                                                            |                                                            |

### Semifinales

#### Cruz Azul-Necaxa
| 6 de abril de 2016, 20:00 (UTC-5) | Cruz Azul              | 2:3 (1:2) | Necaxa                                  | Estadio Azul, Ciudad de México                             |                                                            |
|                                   | Guerrón 28' 57' (pen.) | Reporte   | Prieto 16' · Isijara 44' · Chaurand 65' | Asistencia: 26,323 espectadores Árbitro(s): Eduardo Galván | Asistencia: 26,323 espectadores Árbitro(s): Eduardo Galván |
| Necaxa avanza a la final          |                        |           |                                         |                                                            |                                                            |

#### Veracruz-Atlético San Luis
| 5 de abril de 2016, 20:00 (UTC-5) | Veracruz                              | 3:1 (3:0) | Atlético San Luis | Estadio Luis "Pirata" Fuente, Veracruz                    |                                                           |
|                                   | López 4' (pen.) 12' · Keko 34' (pen.) | Reporte   | Angulo 71' (pen.) | Asistencia: 14,150 espectadores Árbitro(s): Diego Montaño | Asistencia: 14,150 espectadores Árbitro(s): Diego Montaño |
| Veracruz avanza a la final        |                                       |           |                   |                                                           |                                                           |

### Final
| 13 de abril de 2016, 21:00 (UTC-5)        | Veracruz                           | 4:1 (0:0) | Necaxa      | Estadio Luis "Pirata" Fuente, Veracruz                          |                                                                 |
|                                           | Cid 48' · Furch 58' 88' · Noya 68' | Reporte   | Sánchez 52' | Asistencia: 28,703 espectadores Árbitro(s): Marco Antonio Ortiz | Asistencia: 28,703 espectadores Árbitro(s): Marco Antonio Ortiz |
| Veracruz Campeón de Copa MX Clausura 2016 |                                    |           |             |                                                                 |                                                                 |

#### Ficha del Partido
| 13    | POR   | Edgar Hernández |     |
| 5     | DEF   | Darvin Chávez   |     |
| 23    | DEF   | Leobardo López  |     |
| 24    | DEF   | Rodrigo Noya    |     |
| 28    | DEF   | Jesús Paganoni  |     |
| 29    | DEF   | Hugo Cid        |     |
| 6     | MED   | Luis Martínez   | 33' |
| 7     | MED   | Alan Zamora     | 33' |
| 9     | DEL   | Daniel Villalva |     |
| 10    | DEL   | Juan Albín      | 78' |
| 11    | DEL   | Julio Furch     |     |
| D. T. | D. T. | Carlos Reinoso  |     |

| 21    | POR   | Jesús Gallardo   |     |
| 2     | DEF   | Brayan Beckeles  |     |
| 12    | DEF   | Carlos Ramos     |     |
| 13    | DEF   | Erik Vera        |     |
| 11    | MED   | Jesús Isijara    |     |
| 15    | MED   | Jorge Sánchez    | 79' |
| 4     | DEL   | Luis Padilla     |     |
| 6     | DEL   | Antonio Gallardo |     |
| 10    | DEL   | Oscar Fernández  |     |
| 14    | DEL   | Kevin Chaurand   | 72' |
| 18    | DEL   | Luis Gallegos    | 64' |
| D. T. | D. T. | Alfonso Sosa     |     |

| 8  | Centrocampista | Gabriel Peñalba  | 33' |
| 32 | Centrocampista | Edgar Lugo       | 33' |
| 20 | Centrocampista | Fernando Meneses | 78' |

| 31 | Delantero      | Jonathan Valdivia | 64' |
| 9  | Delantero      | Rodrigo Prieto    | 72' |
| 32 | Centrocampista | Alan García       | 79' |

| 48' · 58' · 68' · 88' | Hugo Cid Julio César Furch Rodrigo Noya Julio César Furch | 1:0 2:1 3:1 4:1 |

| 52' | Jorge Sánchez | 1:1 |

| 56' | Rodrigo Noya |

| 49' · 86' | Antonio Gallardo Erik Vera |

| Principal  | Marco Antonio Ortiz    |
| Asistentes | Marcos Quintero        |
|            | Miguel Ángel Hernández |
| Cuarto     | César Arturo Ramos     |

|                    |   |    |
| Tiros              | 9 | 2  |
| Tiros a puerta     | 1 | 0  |
| Faltas             | 5 | 11 |
| Saques de esquina  | 6 | 4  |
| Penaltis           | 0 | 0  |
| Fueras de juego    | 0 | 2  |
| Posesión del balón | % | %  |

| Alineación inicial |

| 13    | POR   | Edgar Hernández |     |
| 5     | DEF   | Darvin Chávez   |     |
| 23    | DEF   | Leobardo López  |     |
| 24    | DEF   | Rodrigo Noya    |     |
| 28    | DEF   | Jesús Paganoni  |     |
| 29    | DEF   | Hugo Cid        |     |
| 6     | MED   | Luis Martínez   | 33' |
| 7     | MED   | Alan Zamora     | 33' |
| 9     | DEL   | Daniel Villalva |     |
| 10    | DEL   | Juan Albín      | 78' |
| 11    | DEL   | Julio Furch     |     |
| D. T. | D. T. | Carlos Reinoso  |     |

| 21    | POR   | Jesús Gallardo   |     |
| 2     | DEF   | Brayan Beckeles  |     |
| 12    | DEF   | Carlos Ramos     |     |
| 13    | DEF   | Erik Vera        |     |
| 11    | MED   | Jesús Isijara    |     |
| 15    | MED   | Jorge Sánchez    | 79' |
| 4     | DEL   | Luis Padilla     |     |
| 6     | DEL   | Antonio Gallardo |     |
| 10    | DEL   | Oscar Fernández  |     |
| 14    | DEL   | Kevin Chaurand   | 72' |
| 18    | DEL   | Luis Gallegos    | 64' |
| D. T. | D. T. | Alfonso Sosa     |     |

| 8  | Centrocampista | Gabriel Peñalba  | 33' |
| 32 | Centrocampista | Edgar Lugo       | 33' |
| 20 | Centrocampista | Fernando Meneses | 78' |

| 31 | Delantero      | Jonathan Valdivia | 64' |
| 9  | Delantero      | Rodrigo Prieto    | 72' |
| 32 | Centrocampista | Alan García       | 79' |

| 48' · 58' · 68' · 88' | Hugo Cid Julio César Furch Rodrigo Noya Julio César Furch | 1:0 2:1 3:1 4:1 |

| 52' | Jorge Sánchez | 1:1 |

| 56' | Rodrigo Noya |

| 49' · 86' | Antonio Gallardo Erik Vera |

| Principal  | Marco Antonio Ortiz    |
| Asistentes | Marcos Quintero        |
|            | Miguel Ángel Hernández |
| Cuarto     | César Arturo Ramos     |

|                    |   |    |
| Tiros              | 9 | 2  |
| Tiros a puerta     | 1 | 0  |
| Faltas             | 5 | 11 |
| Saques de esquina  | 6 | 4  |
| Penaltis           | 0 | 0  |
| Fueras de juego    | 0 | 2  |
| Posesión del balón | % | %  |

| Alineación inicial |

| 13    | POR   | Edgar Hernández |     |
| 5     | DEF   | Darvin Chávez   |     |
| 23    | DEF   | Leobardo López  |     |
| 24    | DEF   | Rodrigo Noya    |     |
| 28    | DEF   | Jesús Paganoni  |     |
| 29    | DEF   | Hugo Cid        |     |
| 6     | MED   | Luis Martínez   | 33' |
| 7     | MED   | Alan Zamora     | 33' |
| 9     | DEL   | Daniel Villalva |     |
| 10    | DEL   | Juan Albín      | 78' |
| 11    | DEL   | Julio Furch     |     |
| D. T. | D. T. | Carlos Reinoso  |     |

| 21    | POR   | Jesús Gallardo   |     |
| 2     | DEF   | Brayan Beckeles  |     |
| 12    | DEF   | Carlos Ramos     |     |
| 13    | DEF   | Erik Vera        |     |
| 11    | MED   | Jesús Isijara    |     |
| 15    | MED   | Jorge Sánchez    | 79' |
| 4     | DEL   | Luis Padilla     |     |
| 6     | DEL   | Antonio Gallardo |     |
| 10    | DEL   | Oscar Fernández  |     |
| 14    | DEL   | Kevin Chaurand   | 72' |
| 18    | DEL   | Luis Gallegos    | 64' |
| D. T. | D. T. | Alfonso Sosa     |     |

| 8  | Centrocampista | Gabriel Peñalba  | 33' |
| 32 | Centrocampista | Edgar Lugo       | 33' |
| 20 | Centrocampista | Fernando Meneses | 78' |

| 31 | Delantero      | Jonathan Valdivia | 64' |
| 9  | Delantero      | Rodrigo Prieto    | 72' |
| 32 | Centrocampista | Alan García       | 79' |

| 48' · 58' · 68' · 88' | Hugo Cid Julio César Furch Rodrigo Noya Julio César Furch | 1:0 2:1 3:1 4:1 |

| 52' | Jorge Sánchez | 1:1 |

| 56' | Rodrigo Noya |

| 49' · 86' | Antonio Gallardo Erik Vera |

| Principal  | Marco Antonio Ortiz    |
| Asistentes | Marcos Quintero        |
|            | Miguel Ángel Hernández |
| Cuarto     | César Arturo Ramos     |

|                    |   |    |
| Tiros              | 9 | 2  |
| Tiros a puerta     | 1 | 0  |
| Faltas             | 5 | 11 |
| Saques de esquina  | 6 | 4  |
| Penaltis           | 0 | 0  |
| Fueras de juego    | 0 | 2  |
| Posesión del balón | % | %  |

| Alineación inicial |

| 13    | POR   | Edgar Hernández |     |
| 5     | DEF   | Darvin Chávez   |     |
| 23    | DEF   | Leobardo López  |     |
| 24    | DEF   | Rodrigo Noya    |     |
| 28    | DEF   | Jesús Paganoni  |     |
| 29    | DEF   | Hugo Cid        |     |
| 6     | MED   | Luis Martínez   | 33' |
| 7     | MED   | Alan Zamora     | 33' |
| 9     | DEL   | Daniel Villalva |     |
| 10    | DEL   | Juan Albín      | 78' |
| 11    | DEL   | Julio Furch     |     |
| D. T. | D. T. | Carlos Reinoso  |     |

| 21    | POR   | Jesús Gallardo   |     |
| 2     | DEF   | Brayan Beckeles  |     |
| 12    | DEF   | Carlos Ramos     |     |
| 13    | DEF   | Erik Vera        |     |
| 11    | MED   | Jesús Isijara    |     |
| 15    | MED   | Jorge Sánchez    | 79' |
| 4     | DEL   | Luis Padilla     |     |
| 6     | DEL   | Antonio Gallardo |     |
| 10    | DEL   | Oscar Fernández  |     |
| 14    | DEL   | Kevin Chaurand   | 72' |
| 18    | DEL   | Luis Gallegos    | 64' |
| D. T. | D. T. | Alfonso Sosa     |     |

| 8  | Centrocampista | Gabriel Peñalba  | 33' |
| 32 | Centrocampista | Edgar Lugo       | 33' |
| 20 | Centrocampista | Fernando Meneses | 78' |

| 31 | Delantero      | Jonathan Valdivia | 64' |
| 9  | Delantero      | Rodrigo Prieto    | 72' |
| 32 | Centrocampista | Alan García       | 79' |

| 48' · 58' · 68' · 88' | Hugo Cid Julio César Furch Rodrigo Noya Julio César Furch | 1:0 2:1 3:1 4:1 |

| 52' | Jorge Sánchez | 1:1 |

| 56' | Rodrigo Noya |

| 49' · 86' | Antonio Gallardo Erik Vera |

| Principal  | Marco Antonio Ortiz    |
| Asistentes | Marcos Quintero        |
|            | Miguel Ángel Hernández |
| Cuarto     | César Arturo Ramos     |

|                    |   |    |
| Tiros              | 9 | 2  |
| Tiros a puerta     | 1 | 0  |
| Faltas             | 5 | 11 |
| Saques de esquina  | 6 | 4  |
| Penaltis           | 0 | 0  |
| Fueras de juego    | 0 | 2  |
| Posesión del balón | % | %  |

| Alineación inicial |

|           |
| Campeón   |
| Veracruz  |
| 2° título |

## Estadísticas

### Máximos goleadores
Lista con los máximos goleadores del Copa Corona MX, * Datos según la página oficial de la competición.
| Pos. | Posición | Jugador              | Equipo            | Goles | Penal | Minutos |
| ---- | -------- | -------------------- | ----------------- | ----- | ----- | ------- |
| 1.º  | DEL      | Leonardo Villagra    | Atlético San Luis | 5     | 2     | 440     |
| 2.º  | DEL      | Matías Vuoso         | Cruz Azul         | 4     | 0     | 423     |
| 2.º  | DEL      | Aldo de Nigris       | Monterrey         | 4     | 0     | 460     |
| 3.º  | DEL      | Jorge Daniel Benítez | Cruz Azul         | 3     | 0     | 180     |
| 3.º  | DEL      | Joffre Guerrón       | Cruz Azul         | 3     | 0     | 247     |
| 3.º  | DEL      | Jahir Barraza        | Necaxa            | 3     | 0     | 255     |
| 3.º  | DEL      | Oscar Fernández      | Necaxa            | 3     | 0     | 473     |
| 3.º  | DEL      | Dayro Moreno         | Tijuana           | 3     | 0     | 159     |

### Clasificación Juego Limpio
| Lugar                                | Club                                 | Tarjeta amarilla | Segunda tarjeta amarilla y expulsión · Segunda tarjeta amarilla y expulsión | Tarjeta roja directa | Puntos   |
| ------------------------------------ | ------------------------------------ | ---------------- | --------------------------------------------------------------------------- | -------------------- | -------- |
| 1                                    | Atlas                                | 8                | 0                                                                           | 0                    | 8        |
| 2                                    | Guadalajara                          | 9                | 0                                                                           | 0                    | 9        |
| 3                                    | Tijuana                              | 11               | 0                                                                           | 0                    | 11       |
| 4                                    | Pachuca                              | 9                | 1                                                                           | 0                    | 12       |
| 5                                    | León                                 | 7                | 2                                                                           | 0                    | 13       |
| 6                                    | Necaxa                               | 13               | 0                                                                           | 0                    | 13       |
| 7                                    | Chiapas                              | 10               | 0                                                                           | 1                    | 13       |
| 8                                    | Cruz Azul                            | 11               | 1                                                                           | 0                    | 14       |
| 9                                    | Zacatecas                            | 11               | 0                                                                           | 1                    | 14       |
| 10                                   | Oaxaca                               | 13               | 0                                                                           | 1                    | 16       |
| 11                                   | Veracruz                             | 13               | 1                                                                           | 0                    | 16       |
| 12                                   | Morelia                              | 11               | 0                                                                           | 2                    | 17       |
| 13                                   | Monterrey                            | 11               | 0                                                                           | 2                    | 17       |
| 14                                   | Celaya                               | 12               | 1                                                                           | 1                    | 18       |
| 15                                   | Atlante                              | 17               | 1                                                                           | 0                    | 20       |
| 16                                   | Lobos BUAP                           | 11               | 1                                                                           | 2                    | 20       |
| 17                                   | Dorados                              | 20               | 0                                                                           | 0                    | 20       |
| 18                                   | Tepic                                | 20               | 0                                                                           | 0                    | 20       |
| 19                                   | Tapachula                            | 17               | 0                                                                           | 1                    | 20       |
| 20                                   | Venados                              | 20               | 0                                                                           | 0                    | 20       |
| 21                                   | Juárez                               | 16               | 2                                                                           | 1                    | 25       |
| 22                                   | Murciélagos                          | 15               | 2                                                                           | 2                    | 27       |
| 23                                   | Atlético San Luis                    | 19               | 1                                                                           | 2                    | 28       |
| 24                                   | U. de G.                             | 19               | 0                                                                           | 4                    | 31       |
| Primera Tarjeta Amarilla             | Primera Tarjeta Amarilla             | 1 punto          | 1 punto                                                                     | 1 punto              | 1 punto  |
| Segunda Tarjeta Amarilla y Expulsión | Segunda Tarjeta Amarilla y Expulsión | 3 puntos         | 3 puntos                                                                    | 3 puntos             | 3 puntos |
| Tarjeta Roja Directa                 | Tarjeta Roja Directa                 | 3 puntos         | 3 puntos                                                                    | 3 puntos             | 3 puntos |

## Asistencia
| 1 | 145,609 | 12,134 | 49.01 % | Monterrey vs San Luis (33,028)   | Lobos BUAP vs Chiapas (2,282) |
| 2 | 95,896  | 7,991  | 26.42 % | Tijuana vs Murciélagos (17,333)  | Atlante vs Tapachula (2,001)  |
| 3 | 133,707 | 11,142 | 45.01 % | U. de G. vs Guadalajara (40,127) | Murciélagos vs Atlas (2,656)  |
| 4 | 130,154 | 10,846 | 35.85 % | Monterrey vs Celaya (34,644)     | Chiapas vs Oaxaca (231)       |
| 5 | 113,201 | 9,433  | 34.03 % | Monterrey vs Pachuca (39,621)    | Murciélagos vs Tepic (974)    |
| 6 | 68,813  | 5,734  | 21.88 % | Tapachula vs Cruz Azul (12,515)  | Oaxaca vs Lobos BUAP (0)      |
| F | 688,221 | 9,558  | 35 %    | U. de G. vs Guadalajara (40,127) | Oaxaca vs Lobos BUAP (0)      |